# 衍字
| ウィキペディアには「衍字」という見出しの百科事典記事はありません（タイトルに「衍字」を含むページの一覧/「衍字」で始まるページの一覧）。 代わりにウィクショナリーのページ「衍字」が役に立つかもしれません。 |